# Passo di Stalle
Passo di Stalle är ett bergspass i Österrike, på gränsen till Italien. Det ligger i den sydvästra delen av landet, 300 km väster om huvudstaden Wien. Passo di Stalle ligger 2 130 meter över havet.
Terrängen runt Passo di Stalle är bergig. Runt Passo di Stalle är det glesbefolkat, med 19 invånare per kvadratkilometer.. 
Trakten runt Passo di Stalle består i huvudsak av gräsmarker.